# Homoneura claudiensis
Homoneura claudiensis är en tvåvingeart som beskrevs av Kim 1994. Homoneura claudiensis ingår i släktet Homoneura och familjen lövflugor. Inga underarter finns listade i Catalogue of Life.